# Piritramide
Piritramide is de generieke naam voor het synthetische opioïde dipidolor, een opioïde-agonist met sterk analgetische werking. Het middel wordt hoofdzakelijk in ziekenhuizen gebruikt aangezien het geïnjecteerd moet worden.